# Lope González de Costes
Lope González de Costes O.S.H., noto anche con lo pseudonimo di Lope de Olmedo (Valladolid, 1370 – Roma, 13 aprile 1433), è stato un teologo e presbitero spagnolo, riformatore dell'Ordine di San Girolamo, detto così "dell'osservanza".

## Biografia
Spagnolo nato a Olmedo, nei pressi di Valladolid da cui trasse anche l'appellativo, si laureò in teologia all'Università di Perugia. In seguito, divenne giureconsulto presso la corte papale di Avignone. Nel XV secolo, entrò nel monastero Nostra Signora di Guadalupe in Estremadura. In seguito divenne padre generale dell'Ordine e priore di San Bartolomé de Lupiana. 
Studioso e autore di diverse opere teologiche, Lope si impegnò nel riformare l'Ordine di San Girolamo con criteri di grande rigore: l'Ordine riformato venne detto "dell'osservanza", con autorizzazione papale concessa nel 1428. Nei suoi ultimi anni, si ritirò a Roma, sull'Aventino, dove morì.
È sepolto nella basilica dei Santi Bonifacio e Alessio all’Aventino, a Roma.